# Pierre Martin
Pierre Martin är en svensk journalist och molekylärbiolog , verksam som programledare i Sveriges Radio Club jazz , Kalejdoskop och Klassisk förmiddag i Sveriges Radio P2, samt i Sveriges Radio P4 Västerbottens morgon- och eftermiddagsprogram . Han är även musikproducent för P2 Live jazz, producent för Jazzlandet i  Sveriges Radio P2, skribent i tidskriften Lira, kulturkritiker i Västerbottens-Kuriren och vetenskapsjournalist på Vetenskapsradion i Sveriges Radio P1.